# Cao Nguyên
Cao Nguyên (chữ Hán: 高源, ? – ?), tự Trọng Uyên, người Nhiêu Dương, Tấn Châu , quan viên đầu đời Nguyên trong lịch sử Trung Quốc.

## Cuộc đời và sự nghiệp
Ông kỵ là Cao Ấp, được làm Pháp lại ở châu, nổi tiếng công bình. Cha là Cao Nhữ Lâm, được làm đến Chân Định Liêm phóng tư  Chiếu ma , chịu sai đi Đông Bình, gặp cướp mà chết. Nguyên từ nhỏ ra sức học tập, phụng dưỡng mẹ rất hiếu thảo, được bổ làm Lại ở huyện.
Đầu niên hiệu Trung Thống (1260 – 1263) thời Nguyên Thế Tổ, Nguyên được cất nhắc làm Vệ Huy lộ Tri sự, dần thăng đến Tề Hà huyện doãn. Nguyên ở chức có ân huệ, rời đi hơn 10 năm, mà dẫn vẫn lập bia ca tụng. Qua 2 lần thăng chức, Nguyên được làm Hành đài đô sự, rồi làm Thiêm Giang Nam, Chiết Tây đạo Đề hình Án sát tư sự. Nguyên hặc Thường Châu lộ Đạt lỗ hoa xích Mã Thứ chiếm đoạt ruộng của dân cùng nhiều việc làm trái pháp luật. Thứ sợ hãi, hối lộ quyền thần A Hợp Mã, đem việc khác vu cáo Nguyên, khiến ông phải vào ngục. Ngày nọ Nguyên được phóng thích nhưng không rõ lý do. Thì ra láng giềng của Nguyên là thân thích của A Hợp Mã, đã biết ông phụng dưỡng mẹ rất hiếu thảo, đến nay nghe tin Nguyên vô cớ bị giam, bèn tìm gặp A Hợp Mã, nói với ông ta rằng: "Nguyên là hiếu tử đấy, chẳng những ta biết, mà trời cũng biết. Nếu giết sằng Nguyên, trái ý trời thì chẳng lành đâu." A Hợp Mã cảm động, nên Nguyên thoát chết.
Ít lâu sau Nguyên được trừ làm Hà Gian đẳng lộ Đô chuyển vận phó sứ; ông phủ dụ có biện pháp, khiến Táo hộ  bỏ trốn đều quay về làm ăn, luôn thu thuế dôi ra đến hơn 10 vạn tiền/năm.
Năm Chí Nguyên thứ 24 (1287), Nguyên được đổi làm Giang Đông đạo Khuyến nông doanh điền sứ. Năm thứ 28 (1291), Nguyên được thăng làm Đô thủy giám, khai thông Huệ hà, từ Văn Minh môn về phía đông 70 dặm hội họp với Hội Thông hà, đặt 7 áp, 12 cầu, khiến mọi người được lợi. Sau đó Nguyên được thụ chức Đồng tri Hồ Nam đạo Tuyên úy tư sự.
Không rõ năm sanh năm mất của Nguyên, chỉ biết ông hưởng thọ 77 tuổi. Nguyên có ba con trai là Mộng Bật, Lương Bật và Công Bật.